# Клетное (Сухопольский сельсовет)
Клетное (бел. Клятно́е) — деревня в Пружанском районе Брестской области Беларуси. В составе Сухопольского сельсовета.

## География
Пролегает объездная дорога вокруг Беловежской пущи. Недалеко проходит трасса Р-98.
Ближайшие населённые пункты Галены, Непомациновка и др.

### Гидрография
Озеро Дикое.

## История
Известна с 1641 года. По переписи 1897 года деревня в Сухопольской волости Пружанского уезда Гродненской губернии Российской империи.
В 1921–1939 гг. в составе Польши, затем в БССР. С 1940 года в Пружанском районе Брестской области.

## Население

### Численность
- 2009 год — 58 жителей

### Динамика
- 1904 год — 336 жителей (деревня Клетно)[3]
- 1921 год — 92 жителей[4]
- 1999 год — 110 жителей (перепись населения)
- 2009 год — 58 жителей (перепись населения)[3]

## Инфраструктура
- Агротуристический комплекс ф/х «Беловежтур» (гостевые домики, отель, ресторан с обзорной площадкой, спортивный и оздоровительный комплексы, бани, сауны, конюшня, овчарня, коровник).

## Достопримечательность
- Братская могила.
- Храм святых мучениц Веры, Надежды, Любви и матери их Софии.

В 2016 году храм освящён. Храм представляет собой копию часовни Тихвинской иконы Божией Матери в г. Кронштадте. Каменная однокупольная церковь в византийском стиле. При центральном входе стоит колокольня в виде Санкт-Петербургской Петропавловской крепости, высотой 33 метра, где находится двенадцать колоколов, вес самого большого из них составляет 800 кг. Иконостас двухъярусный.
С 2016 года при храме действует воскресная школа и приходская библиотека. Приход приписной к храму Казанской иконы Божией Матери в агрогородке Мурава.

## Известные лица
- Бурнос, Николай Алексеевич — Почётный гражданин Пружанского района.